# Stereonephthya plessisi
Stereonephthya plessisi is een zachte koraalsoort uit de familie Alcyoniidae. De koraalsoort komt uit het geslacht Stereonephthya. Stereonephthya plessisi werd in 1970 voor het eerst wetenschappelijk beschreven door Tixier-Durivault. 